# Postvakcinační encefalitida
Postvakcinační encefalitida (PVE) je postvakcinační komplikace, která doprovázela očkování virem vakcínie v průběhu celosvětové kampaně za eradikaci pravých neštovic. S úmrtností mezi 25 – 30 % a doživotními následky mezi 16 – 30 % patřila mezi nejzávažnější nežádoucí reakce na toto očkování.

## Incidence
Vakcinace virem vakcínie – ať jakkoli účinná – byla doprovázena řadou nežádoucích účinků, z nichž některé mohly končit až úmrtím. Celkově se uvádí, že očkování živou vakcínou vedlo k jednomu úmrtí na milion vakcinací. Nicméně v rámci celosvětové eradikační kampaně bylo používáno více vakcinačních kmenů, které se značně lišily incidencí vyvolaných nežádoucích účinků. 
Incidence postvakcinační encefalitidy se pohybovala od 44,9 případů na 1 000 000 vakcinací u kmene Bern (požívaný v západní Evropě) po 2,9 případů na 1 000 000 vakcinací u kmene NYCBH, který byl používán v USA. Případy úmrtí, která se připisovala přímo PVE, se též lišily kmen od kmene od 11 úmrtí na 1 000 000 vakcinací u kmene Bern po 1,2 úmrtí u kmene NYCBH. Výskyt PVE byl rovněž závislý na věku, kdy byl jedinec primárně očkován. Proto se upustilo od očkování dětí mladších jednoho roku (v USA) a dětí mladších tří let (v Evropě).
Komplikace postihující nervový systém po očkování proti pravým neštovicím byly pozorovány už v jeho prvopočátku. První diagnostikovaný případ PVE je dokumentován z roku 1905.

## Symptomy
Symptomy PVE se projevují mezi 8. – 14. dnem po vakcinaci. Mezi první patří horečka, bolesti hlavy, zmatení, zvracení. Postupem času pak letargie, záchvaty, poruchy krátkodobé i dlouhodobé paměti, lokalizovaná paralýza, hemiplegie, polyneuritida a křeče. V extrémních případech dochází až ke kómatu a smrti.

## Histologie
Zánětlivé extra-adventiciální léze postihují nejen mozek, ale i prodlouženou míchu. Léze mohou být v akutní fázi uniformní nebo diseminované v subakutní fázi. Na rozdíl od encefalitidy letargiky se hlavní poškození nachází v bílé hmotě mozkové. Meningy jsou infiltrované T lymfocyty, plasmatickými buňkami a fagocytujícími buňkami. Polymorfonukleární buňky byly pozorované pouze ve velkých lézích. Kromě infiltrace buněk do perivaskulárního prostoru dochází ke „zředění“ tkání v blízkosti cév. V místě zředění dochází v těsné blízkosti cév k akumulaci drobných jader. PVE se též vyznačuje silnou demyelinizací, kdy je degradovaný myelin velmi rychle odstraňován. Poškození tkání vede v konečné fázi k nekróze.
V době eradikace pravých neštovic, kdy byla PVE značným problémem, nebyly k dispozici nástroje, které by umožnily osvětlit imunologickou příčinu této komplikace. A s přihlédnutím k tomu, že dnešní vakcíny proti pravým neštovicím jsou mnohem bezpečnější a nejsou distribuované plošně, není už PVE ve středu zájmu. Nicméně s ohledem na podobnosti s akutní diseminovanou encefalomyelitidou (ADEM), což je též postvakcinanční komplikace (pozorovaná například po očkování proti viru hepatitidy A, B, nebo polioviru), se usuzuje na autoimunitní mechanismus spíš než na poškození vzniklé pomnožení viru v nervové tkáni.
PVE byla tlumena podáváním vakcíniového imunoglobulinu. Ten ovšem zabíral pouze v případě, že byl podán ještě před rozvojem PVE. Pacientům s PVE byly tedy podávány pouze podpůrné léky zmírňující přiznaky.